# Пеке, Анри
Анри́ Пеке́ (фр. Henri Pequet; 1 февраля 1888, Бракмон, Верхняя Нормандия, Франция — 13 марта 1974, Виши) — французский пилот, осуществивший первый в мире официальный полёт на биплане «Хамбер-Соммер» по доставке почты по воздуху.
18 февраля 1911 года во время авиапоказа двадцатитрёхлетний Анри Пеке совершил отправку почты воздушным путём в Индии. В этот день им был совершён первый полёт, длившийся 27 минут, несущий официальную почту на борту своего биплана.
Событие это происходило во время проведения в Аллахабаде Выставки Объединённых Областей. Пилот доставил 6 600 писем и открыток к железнодорожной станции Наини (около 13 км), находящейся на другом берегу реки Джумна, после чего они транспортировались железной дорогой.
Регулярные почтовые рейсы начались спустя четыре дня и выполнялись капитаном У.Дж. Уиндхэмом и Анри Пеке.
Для этого мероприятия были изготовлены специальный штемпель «First Aerial Post, U.P. Exhibition Allahabad 1911» и почтовая марка. Теперь 18 февраля считается днём рождения авиапочты.
Перед Первой мировой войной Пеке являлся одним из первых военных лётчиков. Был прикомандирован к «Service Aérien français» первой эскадрильи ВВС Франции. В 1914 году, находящийся в то время в Москве, Анри Пеке был отозван в действующую французскую армию и до 1918 года в качестве лётчика участвовал в мировой войне.
В 1934 году он стал членом аэроклуба города Виши, где был шеф-пилотом. Во время Второй мировой войны участвовал в Сопротивлении. Захваченный оккупантами, Пеке был депортирован в Германию, где находился с апреля 1943 года до окончания войны.

## Память
19 февраля 2011 года к 100-летнему юбилею создания первой авиапочты французская почта выпустила марку в честь Анри Пеке.